# Puchar Australii i Nowej Zelandii w narciarstwie alpejskim kobiet 2018
Puchar Australii i Nowej Zelandii w narciarstwie alpejskim kobiet w sezonie 2018 – zawody w narciarstwie alpejskim rozgrywane pod patronatem Międzynarodowej Federacji Narciarskiej (FIS) w lecie 2018 roku. Pierwsze zawody odbyły się 20 sierpnia w australijskim Mount Hotham, a ostatnie zostały rozegrane 5 września w nowozelandzkim Mount Hutt.
Triumfu w klasyfikacji generalnej z poprzedniego sezonu nie broniła Szwedka Sara Hector. Tym razem najlepsza okazała się Nowozelandka Alice Robinson.

## Podium zawodów

### Indywidualnie
| Lp. | Data             | Miejscowość  | Konkurencja | 1. Miejsce       | 2. Miejsce              | 3. Miejsce      |
| --- | ---------------- | ------------ | ----------- | ---------------- | ----------------------- | --------------- |
| 1.  | 20 sierpnia 2018 | Mount Hotham | Gigant      | Lena Dürr        | Alice Robinson          | Piera Hudson    |
| 2.  | 22 sierpnia 2018 | Mount Hotham | Gigant      | Lena Dürr        | Charlotte Chable        | Piera Hudson    |
| 3.  | 23 sierpnia 2018 | Mount Hotham | Slalom      | Charlotte Chable | Madison Hoffman         | Neja Dvornik    |
| 4.  | 24 sierpnia 2018 | Mount Hotham | Slalom      | Neja Dvornik     | Reece Bell              | Piera Hudson    |
| 5.  | 27 sierpnia 2018 | Coronet Peak | Gigant      | Alice Robinson   | Alex Tilley             | Lena Dürr       |
| 6.  | 28 sierpnia 2018 | Coronet Peak | Gigant      | Katharina Truppe | Maryna Gąsienica-Daniel | Lena Dürr       |
| 7.  | 29 sierpnia 2018 | Coronet Peak | Slalom      | Charlotte Chable | Neja Dvornik            | Piera Hudson    |
| 8.  | 30 sierpnia 2018 | Coronet Peak | Slalom      | Charlie Guest    | Charlotte Chable        | Amelia Smart    |
| 9.  | 5 września 2018  | Mount Hutt   | Supergigant | Alice Robinson   | Alexandra Hull          | Georgia Bushell |
| 10. | 5 września 2018  | Mount Hutt   | Supergigant | Alice Robinson   | Alexandra Hull          | Georgia Bushell |

## Klasyfikacje
| Lp. | Zawodniczka      | Punkty |
| --- | ---------------- | ------ |
| 1.  | Alice Robinson   | 456    |
| 2.  | Charlotte Chable | 446    |
| 3.  | Piera Hudson     | 425    |
| 4.  | Neja Dvornik     | 412    |
| 5.  | Lena Dürr        | 320    |
| 6.  | Reece Bell       | 236    |
| 7.  | Alexandra Hull   | 202    |
| 8.  | Charlie Guest    | 172    |
| 9.  | Jessica Anderson | 168    |
| 10. | Lily Tomkinson   | 167    |

| Lp. | Zawodniczka     | Punkty |
| --- | --------------- | ------ |
| 1.  | Alice Robinson  | 200    |
| 2.  | Alexandra Hull  | 160    |
| 3.  | Georgia Bushell | 120    |
| 4.  | Rebecca Brown   | 100    |
| 5.  | Lily Tomkinson  | 90     |
| 6.  | Kim Seo-hyun    | 40     |
| 7.  | Eo Eun-mi       | 36     |

| Lp. | Zawodniczka             | Punkty |
| --- | ----------------------- | ------ |
| 1.  | Lena Dürr               | 320    |
| 2.  | Piera Hudson            | 210    |
| 3.  | Alice Robinson          | 180    |
| 4.  | Charlotte Chable        | 166    |
| 5.  | Katharina Truppe        | 150    |
| 6.  | Maryna Gąsienica-Daniel | 125    |
| 7.  | Neja Dvornik            | 122    |
| 8.  | Jessica Anderson        | 96     |
| 9.  | Olivia Foster           | 86     |
| 10. | Madison Hoffman         | 82     |

| Lp. | Zawodniczka        | Punkty |
| --- | ------------------ | ------ |
| 1.  | Neja Dvornik       | 290    |
| 2.  | Charlotte Chable   | 280    |
| 3.  | Piera Hudson       | 215    |
| 4.  | Reece Bell         | 177    |
| 5.  | Charlie Guest      | 150    |
| 6.  | Madison Hoffman    | 80     |
| 7.  | Carolina Oberlader | 80     |
| 8.  | Lily Tomkinson     | 77     |
| 9.  | Alice Robinson     | 76     |
| 10. | Jessica Anderson   | 72     |